# 陈养山
陈养山（1906年—1991年2月22日），原名程仰山，浙江上虞人，中华人民共和国政治人物。

## 生平
其父程步青，晚清秀才，兼事中医。
在本村小学读书期间，因家境贫寒，未毕业即被迫退学。1919年，到汉口一家钱庄当了学徒以贴补家用。1924年初，接触到中国社会主义青年团中央机关刊物《中国青年》，被革命理论吸引，遂与志同道合的店员组成学习小组。写信给恽代英，谈自己读书学习的体会与困惑。恽代英很快寄了明信片，并约其到家中会面。1924年10月，加入中国社会主义青年团，1925年1月转党。1925年4月底，青年团武汉地方委员会书记林育南派其送密信到上海团中央。从此开始职业革命生涯。1925年5月抵达上海后，恽代英安排其担任团中央交通员，和团中央书记任弼时一起参加了五卅运动。在中国国民党中央宣传部上海交通局工作，担任发行科长，把海员总工会（“海总”）会员秘密携带至上海的广州进步书刊，从上海邮寄至全国各地。。 1926年冬，调到中国国民党浙江省党部做统战工作。
1927年四一二事变后，浙江清党屠杀共产党与左派群众，赴上海寻找党组织，被任命为法南区委宣传部长。1927年11月，南昌起义失败后的贺龙秘密来到上海，通过陈养山的安排把贺龙、周逸群隐蔽在安全屋后又秘密送到湘鄂西洪湖。完成掩护贺龙的任务后无法找到关系，只好回到浙江上虞。1928年春节后，因组织浙东农民暴动失败，潜回上海，住在鲍君甫家，并在一家报馆谋生。1928年3、4月间，把鲍君甫加入中统但倾向共产党的情况经过中共闸北区委向党中央报告，建议同鲍君甫建立工作关系。为了方便陈赓工作，周恩来将陈养山调入中央特科。1931年顾顺章叛变后，随陈赓到天津避难，住在天津法租界交通旅社，组建了北平特科。9月初与陈赓返回上海向党中央汇报。
1935年8月上海临时中央局停止工作。中央特科的干部疏散，陈养山拟派往苏联学习。临行前，被派往重庆联络调研，10月返回上海向党组织汇报川东情况，邱吉夫同意派人去重庆联络地下党。1935年11月上旬邱吉夫突然被捕。1935年12月中旬，陈养山接上关系，与陈克寒同往四川，开展工作。1936年7月，陈养山回上海向党组织汇报后准备返回四川之际，中央决定陈养山到陕北学习。1936年9月抵达西安，中央决定陈养山在西安以《西北文化日报》社记者的身份作掩护从事参联络西北军的工作。
1940年6月，陈养山回到延安，结束了16年的敌占区情报生涯，其间从未被捕过。任中共中央社会部地方工作科科长兼情报干部训练班主任。1942年2月，在中央党校参加整风运动，任中央党校支部书记。1944年5月底，晋绥军区调查局局长、晋绥分局社会部部长周怡在回延安汇报工作途中因交通意外牺牲。根据贺龙的提议，1945年1月出任晋绥分局调查局局长。
抗战胜利后，1945年底晋绥调查局和公安局合并，成立晋绥公安总局，任副局长，1947年6月任局长。1949年3月调任西北局社会部长、中共中央西北局委员、西安市公安局局长。
中华人民共和国成立后，任上海市公安局副局长。1950年9月调任南京市委常委、政法委副主任、南京市公安局局长兼南京市检察署检察长。。1952年任华北政法委员会副主任、华北人民政府公安局局长。1958年，任中华人民共和国司法部副部长。1958年第四届全国政法工作会议上，司法部党组被定性为“反党集团”，陈养山受到撤消党内外一切职务、行政降三级和留党察看的处分，并被下放到北京清河制呢厂劳动。1960年，中央组织部根据李克农提议，调陈养山到中央调查部承担为中共党史提供中央特科斗争史的资料编写工作。1966年，任宁夏回族自治区人民委员会副主席、革委会副主任。1979年2月，任最高人民检察院副检察长。。